# زوران ميلوشيفيتش
زوران ميلوشيفيتش هو لاعب كرة قدم صربي في مركز الدفاع، ولد في 23 نوفمبر 1975 في بلغراد في صربيا. لعب مع جونبك هيونداي موتورز وسي إف آر كلوج ونادي أوبليتش ونادي أيك لارنكا ونادي تشوكاريتشكي.

## وصلات خارجية
- زوران ميلوشيفيتش على موقع دوري كوريا الجنوبية (الإنجليزية)
- زوران ميلوشيفيتش على موقع قاعدة بيانات كرة القدم.إي يو (الإنجليزية)
- زوران ميلوشيفيتش على موقع عالم كرة القدم.نت (الإنجليزية)